# Mixtla de Altamirano
Mixtla de Altamirano är en kommun i Mexiko.   Den ligger i delstaten Veracruz, i den sydöstra delen av landet, 240 km öster om huvudstaden Mexico City.
Följande samhällen finns i Mixtla de Altamirano:
- Barrio Segundo
- Ocotempa
- Barrio Tercero
- Barrio Cuarto
- Axoxohuilco
- Zacatilica
- Tlaxcantla
- Mixtlantlakpak
- Ayahualulco
- Atzingo
- Coximalco
- Cuautlajapa
- Ahuacatla
- Xala
- Tlazalolapa
- Tlachicuapa
- Teapa Ocotempa
- Huilicapa
- Matlatecoya
- Colonia Miguel Alemán
- Tlacuatzinga
- Xometla
- Mangotitla
- Zacaloma